# 長崎県旗
長崎県旗（ながさきけんき）は、日本の都道府県の一つ、長崎県の旗。本項では、旗に図示されている長崎県章（ながさきけんしょう）についても併せて解説する。

## 概要
長崎県章は長らく1925年に制定した「鶴のマーク」と通称されて来たものを使用していたが、1991年4月1日の告示第395号で現在の県章が新しく制定された。また、県章が変更されたことに伴いそれまで制定されていなかった県旗を1991年8月30日に告示第823号の2にて新しく制定した。
アルファベットの「N」を基調に平和の象徴であるハトをデフォルメし、明るい海と空を表す水色の地球をイメージした球形により国際性を表現している。
大分県旗と同様「長崎県」と県名が記載された旗と未記載の旗の2種類が存在するが、いずれの旗も条例で正式な県旗として規定されている。

## 画像

1991年まで代用されていた県職員団の旗[2]
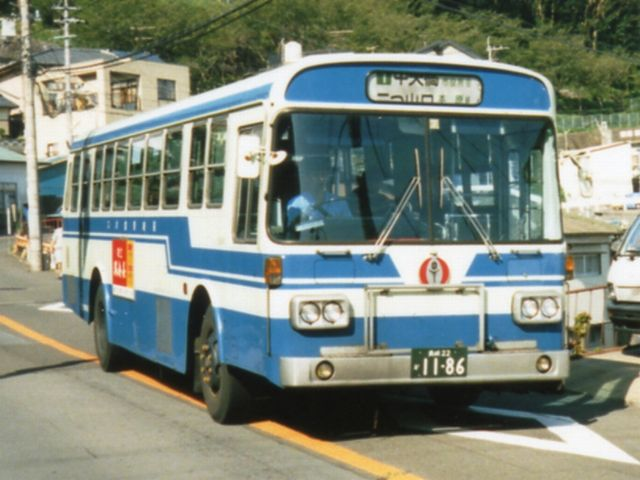
長崎県交通局のバス（1993年8月撮影）。車体の正面に旧県章（鶴のマーク）が掲出されている